# Ulrike Bruns
Ulrike Bruns (z domu Klapezynski, ur. 17 listopada 1953 w Cottbus) – wschodnioniemiecka lekkoatletka, specjalizująca się w biegach średniodystansowych i długodystansowych, dwukrotna uczestniczka igrzysk olimpijskich w latach 1976 i 1980, brązowa medalistka olimpijska z 1976 r. z Montrealu, w biegu na 1500 metrów.

## Finały olimpijskie
- 1976 – Montreal, bieg na 1500 m – brązowy medal
- 1980 – Moskwa, bieg na 1500 m – V miejsce

## Inne osiągnięcia
- wielokrotna mistrzyni Niemieckiej Republiki Demokratycznej:
  - w biegu na 1500 m – 1978, 1982, 1984, 1985
  - w biegu na 3000 m – 1976, 1981, 1982, 1984
  - w biegu na 10 000 m – 1986
  - w biegach przełajowych (na krótkim dystansie) – 1976, 1977, 1981, 1984[1]
  - w biegu na 800 m (hala) – 1978
  - w biegu na 1500 m (hala) – 1978[2]
- rekordzistka świata w biegu na 1000 m – od 18/08/1978 do 20/08/1978[3]
- 1974 – Rzym, mistrzostwa Europy – VI miejsce w biegu na 1500 m
- 1975 – Katowice, halowe mistrzostwa Europy – V miejsce w biegu na 1500 m
- 1978 – Praga, mistrzostwa Europy – VII miejsce w biegu na 800 m oraz VII miejsce w biegu na 1500 m
- 1978 – Mediolan, halowe mistrzostwa Europy – złoty medal w biegu na 800 m
- 1982 – Ateny, mistrzostwa Europy – V miejsce w biegu na 1500 m
- 1986 – Stuttgart, mistrzostwa Europy – brązowy medal w biegu na 10 000 m
- 1987 – Rzym, mistrzostwa świata – brązowy medal w biegu na 3000 m

## Rekordy życiowe
- bieg na 1000 m – 2:31,95 – Berlin 18/08/1978
- bieg na 1500 m – 3:59,9 – Poczdam 14/07/1976
- bieg na milę – 4:21,59 – Zurych 21/08/1985
- bieg na 3000 m – 8:40,30 – Rzym 01/09/1987
- bieg na 10 000 m – 31:19,76 – Stuttgart 30/08/1986